# Martin Potter
Martin Potter, född  4 oktober 1944 i Nottingham, England, är en brittisk skådespelare.

## Filmografi i urval
- 1969 - Satyricon
- 1970 - Goodbye Gemini
- 1975 – The Legend of Robin Hood (TV-serie)
- 1977 - Cruel Passion
- 1987 - Gunpowder

## Fotnoter
1. ↑  Česko-Slovenská filmová databáze, 2001, ČSFD person-ID: 21849.[källa från Wikidata]
2. ↑  Gemeinsame Normdatei, läst: 25 juni 2015.[källa från Wikidata]